# Fiodor Bredikhine
Fiodor Aleksandrovitch Bredikhine (en russe : Фёдор Александрович Бредихин), né le 8 décembre 1831 à Nikolaïev et mort le 14 mai 1904 dans la même ville, est un astronome russe.
Professeur d'astronomie à Moscou, il fut ensuite directeur de l'observatoire de cette ville (1873), puis de celui de Poulkovo (1890).
Il a étudié les formes des comètes et les caractéristiques de leurs queues. Partant des idées de Friedrich Wilhelm Bessel (1784-1846) qui pensait que ces queues étaient dues à une force répulsive, il édifia une théorie complète des queues cométaires. C'est lui qui distingua, à l'intérieur des queues de type 2, deux types de lieux géométriques  permettant de modéliser ces queues : les synchrones et les syndynes (que l'on appelle parfois syndynames).
Il s'est aussi intéressé à la Grande Tache rouge de Jupiter.

## Hommages
Un cratère lunaire ainsi qu'un astéroïde ((786) Bredichina) portent son nom.